# Кампу-Эре
Кампу-Эре (порт. Campo Erê)  —  муниципалитет в Бразилии, входит в штат Санта-Катарина. Составная часть мезорегиона Запад штата Санта-Катарина. Входит в экономико-статистический  микрорегион Шапеко. Население составляет 10 437 человек на 2006 год. Занимает площадь 478,734 км². Плотность населения — 17,4 чел./км².

## История
Город основан 11 июля 1958 года.

## Статистика
- Валовой внутренний продукт на 2003 составляет 107.510.067,00 реалов (данные: Бразильский институт географии и статистики).
- Валовой внутренний продукт на душу населения на 2003 составляет 11.600,14 реалов (данные: Бразильский институт географии и статистики).
- Индекс развития человеческого потенциала на 2000 составляет 0,728 (данные: Программа развития ООН).

## География
Климат местности: субтропический.